# Hoàng Cầm
Hoàng Cầm, eigentlich Bùi Tằng Việt (* 22. Februar 1922 in Việt Yên District, Bac Giang; † 6. Mai 2010 in Hanoi), war ein vietnamesischer Schriftsteller und Dichter. 2007 wurde er mit dem nationalen Literaturpreis Vietnams ausgezeichnet.